# Bordeaux Concert
Bordeaux Concert ist ein Soloalbum von Keith Jarrett. Die am 6. Juli 2016 bei einem Konzert in Bordeaux entstandenen Aufnahmen erschienen am 29. September 2022 auf ECM Records.

## Hintergrund
Jarrett trat im Juli 2016 im Rahmen seiner Europatournee beim jährlichen „Festival Jazz & Wine de Bordeaux“ auf. Dort musste 2013 ein Konzert des Keith Jarrett „Standards Trio“ 2013 abgesagt werden. Zum zehnjährigen Jubiläum dieses Festivals präsentierte man den Pianisten in Kooperation mit der Opéra National de Bordeaux mit „einem Abend mit Solo-Piano-Improvisationen“. Das Konzert fand zehn Tage vor seinem Auftritt in der Münchner Philharmonie statt, der 2019 bei ECM veröffentlicht wurde (Munich 2016). Dieses Konzert war sein letzter Auftritt in Frankreich.
Solokonzerte von Jarrett spiegeln stets dessen aktuellen Zustand: „Er geht ohne Titelliste auf die Bühne, er spielt keine vorbereiteten Stücke, er hat meist auch keine Themen im Kopf, über die er improvisieren will. Wohl aber bringen ihn der Ort, an dem er auftritt, das Konzertgebäude, der Konzertsaal, die Bühne, der Flügel, das Publikum in eine Verfassung, die ihn frei loslegen lässt.“ Am 6. Juli 2016 waren Jarretts Verfassung und die Umstände vor Ort im auf dem Album dokumentierten Teil „gut, sehr gut sogar“. Das Resultat war „ein schönes Konzert …, eines mit romantischen Momenten, mit einprägsamen Motiven, mit verspielten Tonschleifen, mit Spannung und Entspannung und einem Keith Jarrett, der mal zufrieden, mal unzufrieden brummte und manchmal auch die nächsten Töne im Brummen vorahnen ließ.“
Jarrett erlitt im Februar 2018 einen schweren Schlaganfall, wodurch er bisher nicht wieder in der Lage ist, zweihändig Klavier zu spielen. Bordeaux Concert ist die dritte Veröffentlichung seiner letzten Europatournee nach Munich 2016 (2019) und Budapest Concert (2020).

### Konzertberichte
Philippe Méziat schrieb in einem Konzertbericht für Citizen Jazz, Jarretts Auftritt in Bordeaux habe zwei sehr unterschiedliche Teile gehabt, zweimal etwa vierzig Minuten und zwei Zugaben. Der erste Teil sei eher uneinheitlich ausgefallen, kurze Stücke, ohne richtiges Tempo, schlecht gezeichnete Strukturen, trotzdem ein kleines Juwel in der Mitte der Reihe, ein bewundernswerter, singender Gospel. Im zweiten Teil war dann alles ganz anders, so der Autor: Keith Jarrett habe sich entschieden, weniger zu improvisieren (im radikalen Sinne des Wortes) und leichter identifizierbare Stücke zu spielen, immer in einem ziemlich kurzen Format, aber nach dem Prinzip der Variation. Nach Ansicht Méziats habe man unverändert den Jarrett der 1970er-Jahre gehört, den von Facing You (1971), mit seinen Popsongs, seinem Blues, seinen songartigen Stücken, seinen klassischen Referenzen, mit Atmosphärischem, das wiederum Reminiszenzen an Albéniz, Granados oder Rachmaninov oder sogar Jacques Brel und Léo Ferré hervorrufe. „Wir schwelgen in diesen Freuden und erinnern uns, dass er uns zum Beispiel um 1973 diese Frische in einer Zeit manchmal etwas harscher Militanz gebracht hat.“ Jarrett sei einer der Pianisten einer Form der Rückkehr von „Lyrik im Piano-Jazz“ (einen Ausdruck von Jean-Pierre Moussaron zitierend), mit Paul Bley und Dollar Brand, und auch Joachim Kühn.
In dieser reinen Improvisationsübung auf dem Klavier habe man Jarrett seit dem 6. Juli 1973 (seinem Auftritt im Lincoln Center in New York) gut dreißig Mal erlebt, schrieb Francis Marmande in Le Monde, in allen Breiten und in allen Klimazonen – Paris, Berlin, Rom, Tokio usw. Journalisten werden so viel gesagt haben, dass Keith Jarrett dies und das sei, launisch, fordernd, impulsiv, schmerzhaft. Doch was habe man hier erlebt? Ein mehr als höflicher, wie ein Bogen gespannter Künstler, der zwischen zwei Scherzen – lustig wie Chaplin am Klavier gelehnt sage: „Wenn Sie husten müssen, tun sie es, jetzt ist die Zeit …“. Der Pianist „spielt, was er noch nie gespielt hat, was niemand hat sich jemals getraut zu spielen, Naivität eingeschlossen, die niemand jemals wieder spielen wird.“ In Bordeaux habe Jarrett 13 improvisierte Stücke ohne Titel dargeboten, Nr. 1, Nr. 2, Nr. 3 usw., „Galoppieren, Jagen, Raserei des Unbewussten, viel linke Hand, orientalische Modi, Rumpeln, ein kleiner, in Rhythm & Blues umgewandelter Marsch, und plötzlich ein sehr unerwarteter Schlusston“. Dann Schweigespiele, Reminiszenzen an das Kölner Konzert (oder vielmehr an das Bremer Konzert) für jeden, der will, und plötzlich im vierten Stück Ovationen.

## Titelliste
- Keith Jarrett: Bordeaux Concert (ECM)

1. Bordeaux, Pt. 1 12:45
2. Bordeaux, Pt. 2 4:44
3. Bordeaux, Pt. 3 4:33
4. Bordeaux, Pt. 4 7:47
5. Bordeaux, Pt. 5 6:16
6. Bordeaux, Pt. 6 4:23
7. Bordeaux, Pt. 7 7:28
8. Bordeaux, Pt. 8 5:48
9. Bordeaux, Pt. 9 4:39
10. Bordeaux, Pt. 10 2:54
11. Bordeaux, Pt. 11 6:08
12. Bordeaux, Pt. 12 5:34
13. Bordeaux, Pt. 13 4:31

Die Kompositionen stammen von Keith Jarrett.

## Rezeption des Albums

### Rezensionen
John Fordham schrieb in The Guardian, im Jahr 2018 sei die Karriere des Pianisten durch zwei aufeinanderfolgende Schlaganfälle rücksichtslos gestoppt worden, was diesen letzten Solo-Auftritts Jarretts, der im Juli 2016 aufgenommen wurde, zu etwas Besonderem mache. Jarrett habe Berichten zufolge sogar das Publikum in Bordeaux dafür gelobt, wie empfänglich es sei, und das zu Recht. Sie hätten geduldig geklatscht, aber auch offen für die schnellen, frei improvisierten Fragmente des langen, erforschenden Openers, glitzernde Höhen und sehnsüchtige Akkorde, während Jarrett langsam ein Gefühl für das Instrument und den Raum bekommen habe. Wenn in Teil III eine langsam rockende Gospel-Hookline auftauche, würden Pfeifen und Schreie ausbrechen, und als die rasend drehenden minimalistischen Loops von Teil V schließlich aufhören, sei das Publikum [vor Begeisterung] ausgebrochen. Am Ende ziehe alles, von den sanftesten improvisierten Balladen bis zum überschwänglichsten, hart stampfenden Blues, dankbare Bewunderung ab – der Klang des Dankes des Publikums für eine einmalige Musik, die nur zu ihrer Anwesenheit mit Jarrett gehört, an diesem Ort, an diesem einzigartigen Ort dieses Abends.

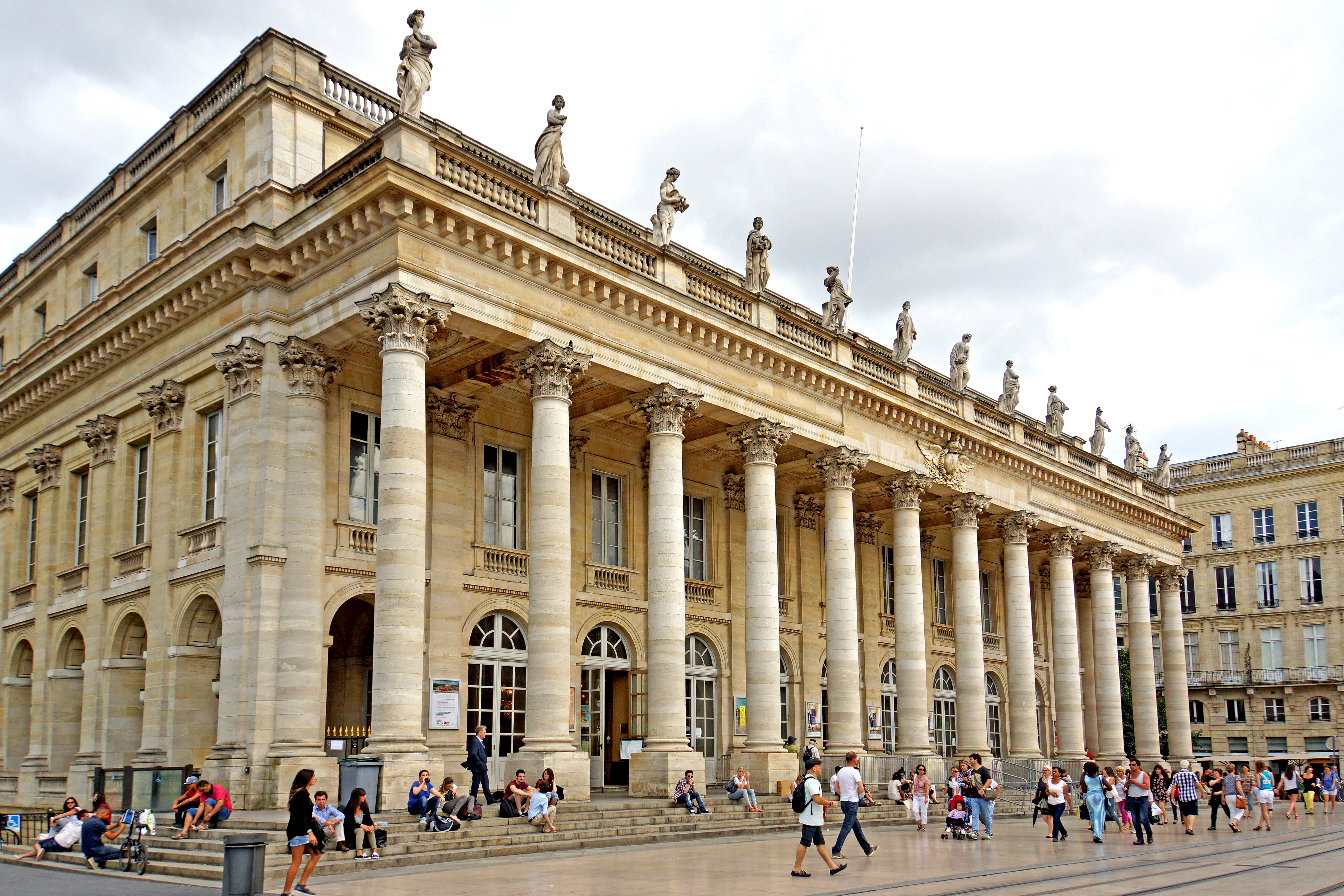
Das Grand Théâtre de Bordeaux, das die Opéra National de Bordeaux beherbergt.

Nate Chinen sagte in WBGO, das Bordeaux Concert sei ein weiterer Balanceakt zwischen Konsonanz und Dissonanz von einem Pianisten, dessen nicht vorfestgelegte Soloimprovisationen immer schon geschätzt wurden. Nachdem die ersten beiden Stücke des Albums ziemlich atonal und suchend seien, sei der „Part III“ unglaublich schön und pastoral. Es sei eine Ballade mit einer hymnischen Progression und dabei überraschenden Voicings in den Akkorden.
Thom Jurek verlieh dem Album in Allmusic vier Sterne und schrieb, das Bordeaux Concert sei nichts für den Jarrett-Anfänger, sondern für erfahrene Fans seiner vielen Soloaufnahmen, die schließlich einen beträchtlichen Teil seines legendären Rufs ausmachen. Der Dialog, den er hier mit dem Klavier führe, würde seine eigenen Behauptungen mit einer bescheidenen, sogar ehrfürchtigen Autorität herausfordern. Das sei nicht nur meisterhaft, es sei gefühlvoll, fragend und virtuos. Auch John Turney von London Jazz News war skeptisch, ob dieses Album eines sei, dass Hörer an Jarrett heranführen könnte, die seine Improvisationen noch nicht kennen. Sicher gebe es faszinierende Stellen. Aber das Gesamtwerk sei nicht gerade eines, das zum wiederholten Hören einlade. Zumal ein sehr empfängliches Publikum auch nach langweiligen Stellen geradezu ekstatisch applaudierte.
Werner Stiefele vergab in Rondo die Höchstnote von fünf Punkten: Jarrett war in Bordeaux „völlig bei sich selbst und dem Flügel, den Klängen, die er dem Instrument entlockte, Physis und der Psyche im Auftritt und hatte die Welt um sich herum völlig vergessen.“ Nach einem fast dreizehnminütigen Einstieg, der aus einem spontanen Einfall geschaffen wurde, folgten im Konzert kürzere Improvisationen: „Erinnerungen an einen Blues huschen in die II, und die VIII wird gar zum traditionellen Blues mit wohlgefälligem Brummen. Ja, er wirkt an diesem Abend sehr glücklich, zumal er sich als Teil V einen Song voll Schönheit und innerer Ruhe einfallen lässt und in VI ein fast minimalistisches Motiv mit Humor umgarnt. Und das alles mit jener pianistischen Raffinesse, die ihn mehr als ein halbes Konzertjahrhundert bis zu zwei Schlaganfällen im Jahr 2018 auszeichnet!“
Martin Hufner besprach das Album für die Neue Musikzeitung und wies darauf hin, dass die Aufnahme ganz ohne jeden Applaus zwischendrin oder am Ende sei. „Ein Konzert von atemberaubender Schönheit insgesamt, gelegentlich so klar und abgeklärt in Part II (das [sic!] anfängt wie aus Mittelasien importiert und sich selbst groovend ins Wort fällt), doch manchmal tatsächlich harmonisch abgleitend wie in der Mitte von Part VI (bei 1:47/48).“ Selbst dort mache aber Jarrett „noch das möglichst beste aus den ‚Verfahrungen‘.“ So es halt, wenn man auf sich selbst gestellt sei und die komplexen Geflechte kaum noch bändigen könne. Ähnlich auch in Part VII. Es sei so, als ob der Pianist dann zu viele Fäden auf einmal verstricken würde. Es sei aber sehr einnehmend, dass er immer wieder eine musikalisch plausible Lösung finde, um den Faden wieder aufzunehmen und in einer überraschenden Wendung weiterzuverarbeiten. Der Blues in Part VIII sei eine Entspannungsmusik, die die pianistischen Anspannungen freigebe. In Part XI fühle man sich in einen französischen Film aus den 60er-Jahren versetzt, der mit fast quälender Leichtigkeit er eine Art Lovestory erzähle, während sich in Part XII alles zum Schlaflied hin auflöse – mit einer „süffigen Sattheit im Klang, die auf lichten Flügeln frei pendelnd fliegt und einen dabei in den Arm nimmt“. Das sei „Musik, himmelwärts gedacht“. Die Grundstimmung im Bordeaux Concert sei „eine musikalische Melancholie, die einen dunkel mitherabzuziehen in der Lage ist.“ Sie sei „fast schmerzhaft“ – doch in gewisser Weise passe so das Konzert auch „an das Ende eines musikalischen Lebens“.
Karl Ackermann meint in All About Jazz, dass das Bordeaux Concert, wie alle Solowerke des Pianisten eine Entdeckungsreise sei. Verglichen mit den beiden anderen Veröffentlichungen von der Tournee 2016 hebe es sich durch seine Vorzüglichkeit ab. Das Album hat einen Anteil an widerspenstigen Improvisationen wie der atonalen Eröffnungssequenz von „Part I“ und „Part II“ mit seinem rasenden Barockeinschlag. „Part VIII“ sei ein klassischer Jarrett-Blues aus der ersten Reihe. Abgesehen von diesen frenetischen Stücken erinnerten "Part III", „Part VI“, „Part IX“, „Part XI“ und „Part XII“ an Jarretts unnachahmliche Fähigkeit, eine schöne Melodie aus dem Nichts zu entwickeln. Bordeaux Concert sei ein faszinierendes Meisterwerk, schwärmerisch, enthusiastisch und kreativ in einem Ausmaß, das nur wenige nachvollziehen können. Wie bei seinen Alben Munich 2016 und A Multitude of Angels erinnere Jarrett den Hörer daran, dass er „der Geist und die Verkörperung der Improvisation“ sei. Es lasse einen sogar wider Erwarten hoffen, dass er wieder spielen werde.
Hingegen hörte Manfred Papst, der dem Album in der Neuen Zürcher Zeitung fünf Sterne gab, das Bordeaux Concert als „Momentaufnahmen unwiederbringlicher Ereignisse.“ Ssirus W. Pakzad (Jazz thing) erlebt auf der CD „einen Pianisten auf dem Höhepunkt seines Schaffens“, der mit seiner 13-teiligen, spontan entstandenen Suite sogar „seine Seele freilegte“, aber zugleich „irgendwie typischen Jarrett bot“. Jarrett habe über 77 Minuten „eine solch unverschämte Intimität“ geschaffen, dass fast alle, die sich das Bordeaux Concert anhören, sich darin vertiefen, bis sie am Ende durch den aufbrandenden Applaus aus ihrer Versunkenheit gerissen werden.
Roland Spiegel stellte im Bayerischen Rundfunk die Frage, ob Bordeaux Concert ein Album sei, das die Fans unbedingt besitzen müssen. Es enthalte „einige lyrische Momente, die sofort berühren“. So klinge „Part IX“ wie ein vergessener Evergreen, sei aber eine Improvisation Jarretts, keine Interpretation eines notierten Werkes. Auch „Part XI“ sei ein „Konzertmoment von bezwingender Schönheit“. Ähnlich sei „Part XII“ ein gefühlstrunken-schöner Moment und auch die melancholische Improvisation in der Zugabe, „Part XIII“. Allerdings gebe es auf dem Album „auch ganz nervöse, unbequem verzahnte Passagen, die etwas Grimmig-Verbohrtes haben und dann in extrem kantiger Energie münden“, wie „Part V“. Hier drücke Jarrett Stimmungen aus, die heute, sechs Jahre nach diesem Konzert, den Nerv treffen. Bis man allerdings zu den besonders schönen Stücken komme, müsse man einige andere Momente hinter sich bringen. Auch einen neuerlichen Blues in C hätte Spiegel nicht gebraucht (aber der aus Bordeaux sei immerhin ziemlich gut gespielt). Die beiden anderen Konzertmitschnitte Jarretts aus dem Jahr 2016 seien „runder und noch geglückter.“ Dennoch sei das Bordeaux Concert, „das wie ein großes musikalisches Fragezeichen an die Zukunft wirkt und dementsprechend leis und mysteriös verklingt“, ein Album zum besonderen Hinterher-Sinnen und habe ihn seit Tagen nicht mehr losgelassen.

### Charts und Chartplatzierungen
Bordeaux Concert platzierte sich eine Woche in den deutschen Albumcharts und erreichte dabei Rang 49 am 21. Oktober 2022. Das Album avancierte zum 22. Chartalbum für Jarrett in Deutschland. In den deutschen Jazzcharts platzierte sich das Album im Monat Oktober 2022 an der Chartspitze. Hier ist es das neunte Nummer-eins-Album für Jarrett, in der 2006 eingeführten Liste. Bis dato konnte kein Künstler so viele Alben an der Chartspitze der Jazzcharts platzieren.
| ChartsChartplatzierungen | Höchstplatzierung | Wochen |
| ------------------------ | ----------------- | ------ |
| Deutschland (GfK)        | 49 (1 Wo.)        | 1      |